# Liste der Stolpersteine in Hamburg-Bergedorf
In der Liste der Stolpersteine in Hamburg-Bergedorf werden die durch den Künstler Gunter Demnig gefertigten und verlegten Stolpersteine mit biographischen Angaben zu den Bergedorfer Opfern des Nationalsozialismus erfasst. Die meist in die Gehwege eingelassenen Stolpersteine erinnern an 42 Mitmenschen, die in der Zeit des Nationalsozialismus in „Schutzhaft“ genommen, deportiert, ermordet oder in den Suizid getrieben wurden. Es handelt sich dabei um Widerstandskämpfer, Opfer des Holocaust, Opfer der nationalsozialistischen Krankenmorde, einen Homosexuellen, einen Fabrikanten und den 1931 von SA-Männern ermordeten Bürgerschaftsabgeordneten Ernst Henning.

## Kontroverse um die Bergedorfer Stolpersteine
Anfang 2003 hatte die Bergedorfer Bezirksabgeordnete Christel Oldenburg (SPD) in der Bergedorfer Bezirksversammlung die Verlegung von Stolpersteinen beantragt. Dies lehnten jedoch die Abgeordneten der CDU und hauptsächlich deren Koalitionspartner, die Schill-Partei, zunächst mit der Begründung ab, dass es unwürdig sei, „die Tafeln in Gehwege einzulassen und darauf herumzutrampeln“. Frank-Michael Bauer, der Fraktionsvorsitzende der Schill-Partei, dementierte zwar, dass er behauptet hatte, es gebe sowieso zu viele Gedenkstätten, erneuerte aber seine Meinung, dass die Stolpersteinverlegungen nichts anderes als eine „clevere Geschäftsidee des Künstlers“ seien. Die Kontroverse gipfelte darin, dass der SPD-Bezirksabgeordnete Ties Rabe erklärte, dass eine Entscheidung gegen Stolpersteine angesichts der vergangenen Aufmärsche von Rechtsextremisten weiterhin das Image von Bergedorf schädige.
Daraufhin beschloss die Bezirksversammlung, dass die Verlegung von Stolpersteinen zulässig sei, aber von der Zustimmung der Hausbesitzer abhänge. Nachdem Gunter Demnig am 2. Juli 2003 die ersten Stolpersteine verlegt hatte, gab es wiederum eine Kontroverse wegen zwei Stolpersteinen, bei denen die Hausbesitzer nicht zugestimmt hatten. Dies führte am 4. Juli 2003 zu einer Anfrage der GAL-Abgeordneten Dorothee Freudenberg in der Hamburgischen Bürgerschaft mit dem Ziel, die nur in Bergedorf bestehende Regelung aufzuheben.
Bis 2012 wurden in Bergedorf 21 Stolpersteine verlegt. Noch 2012 erinnerte die Bergedorfer Zeitung in einer Rezension an die „unrühmliche Kumpanei“ der CDU und der Schill-Partei, bemängelte aber unzutreffend, dass in der 2011 erschienenen Publikation von Ulrike Sparr und Björn Eggert diese Kontroverse nicht erwähnt werde.
Im August 2013 verlegte Gunter Demnig weitere acht Stolpersteine in Bergedorf und Lohbrügge, vornehmlich für Opfer der nationalsozialistischen Kinder-Euthanasie.

## Liste
Die nachfolgende Liste ist alphabetisch nach den Straßen, an denen die Stolpersteine verlegt sind, und nach folgenden Kriterien geordnet:
- Adresse: Heutiger Straßenname und Hausnummer der Gebäude, vor denen die Stolpersteine verlegt sind
- Name: Name des NS-Opfers
- Leben: Kurzbiographie
- Jahr: Jahr der Stolpersteinverlegung
- Bilder: Fotos der Stolpersteine und der Gebäude, vor denen die Stolpersteine verlegt sind

| Adresse                        | Name                      | Leben | Jahr | Bilder |
| ------------------------------ | ------------------------- | --- | ---- | ------ |
| Alte Holstenstraße 61 ·        | Ernst Tichauer            | Ernst Siegfried Tichauer (* 8. Oktober 1888 in Thorn, Westpreußen; † 1943?) war ein promovierter jüdischer Zahnarzt. Seine Frau assistierte in seiner Praxis in der Holstenstraße. Das Schicksal des Ehepaars in der Zeit des Nationalsozialismus ist exemplarisch für die systematische rassistische Diffamierung, Ausgrenzung und Verfolgung deutscher jüdischer Mitbürger. Anfang 1933 brachten NSDAP-Mitglieder an Tichauers Praxis ein Schild: „Wer zum Juden geht…“ an. 1935 trat das Ehepaar aus Protest gegen die Drangsalierungen in die Jüdische Gemeinde ein. Nach den Novemberpogromen 1938 musste Tichauer zwangsweise sein Haus zum halben Preis verkaufen, 1939 wurde ihm die zahnärztliche Approbation entzogen. Im Februar 1939 war er gezwungen, zusammen mit seiner Frau ein „Judenhaus“ in Hamburg-Harvestehude zu beziehen. Ab September 1941 musste das Ehepaar den Judenstern tragen. Am 8. November 1941 wurde das Ehepaar ins Ghetto Minsk deportiert. Ein letztes Lebenszeichen stammt aus dem Jahr 1943. In einem Bericht über Erschießungsaktionen am 13. April 1943 bei Minsk wurden seine Frau und er gezwungen, den Gefangenen vor ihrer Ermordung die Goldzähne und Plomben auszubrechen. In diesem Bericht wurde er als „deutscher ehemaliger Zahnarzt“ mit dem diffamierenden Beinamen I. (Israel) bezeichnet und seine Frau als Elisa Sara. Wahrscheinlich wurde das Ehepaar im Anschluss an die Erschießungsaktion ermordet. Kurz vor der Befreiung Hamburgs vernichtete die Zahnärztekammer Anfang 1945 alle Unterlagen über die ausgeschlossenen jüdischen Ärzte. Nach Ernst Tichauer ist der Ernst Tichauer-Weg im Bergedorfer Bezirk Neuallermöhe benannt. | 2003 |        |
| Alte Holstenstraße 61 ·        | Ellie Tichauer            | Ellie Tichauer (* 6. November 1887 in Berlin, geborene Rosenthal; † 1943?) war Tochter eines Berliner Kommerzienrats. Seit ihrer Heirat mit Ernst Tichauer am 10. Februar 1917 assistierte sie in dessen Praxis in Bergedorf. Aus der Ehe gingen ein Sohn und eine Tochter hervor, die 1939 als Minderjährige mit einem Kindertransport nach England geschickt wurden und so dem Holocaust entkamen. Ellie Tichauers weiteres Schicksal wird bei Ernst Tichauer beschrieben. | 2003 |        |
| August-Bebel-Straße 1 ·        | Mary Dobrzinsky           | Mary Dobrzinski (* 1. Oktober 1880 in Bergedorf, gebürtige Simon) wurde am 20. Juli 1942 mit Transport VI/2 nach Theresienstadt deportiert. Ihr weiteres Schicksal ist unbekannt. Weitergehende Angaben fehlen. | 2003 |        |
| August-Bebel-Straße 47 ·       | Vera Krebs                | | 2024 |        |
| August-Bebel-Straße 103 ·      | Claus Beeck               | Claus Beeck (* 28. Januar 1940 in Bergedorf; † 1944 in Idstein) war ein Opfer der nationalsozialistischen Kinder-Euthanasie. Claus Beeck, der an einem leichten Hydrocephalus litt und in seiner körperlichen und geistigen Entwicklung zurückgeblieben war, wurde im Mai 1941 im Alter von einem Jahr in die Alsterdorfer Anstalten eingewiesen. Aus einem Eintrag in seiner Krankenakte hervor, dass Fortschritte in seiner Entwicklung festzustellen waren. Trotzdem wurde er nach den schweren Bombenangriffen auf Hamburg im Juli/August 1943 (Operation Gomorrha) am 7. August 1943 mit weiteren 127 Männern und Jungen in den Rheingau verbracht und zusammen mit 51 Jungen in die Heilanstalt Kalmenhof in Idstein verbracht. Dort wurde er 1943 oder 1944 ermordet. | 2013 |        |
| August-Bebel-Straße 105 ·      | Margot Fischbeck          | Margot Fischbeck (* 17. März 1935 in Bergedorf; † 7. oder 11. November 1943 in Wien) war ein Opfer der nationalsozialistischen Kinder-Euthanasie. Sie wurde 1940 im Alter von fünf Jahren in die Alsterdorfer Anstalten eingewiesen. Nach den schweren Bombenangriffen auf Hamburg im Juli/August 1943 (Operation Gomorrha) wurde sie zusammen mit 227 anderen Patientinnen, darunter fünf Bergedorferinnen, in die Wiener Heil- und Pflegeanstalt Steinhof mit der angeschlossenen Tötungsanstalt Spiegelgrund eingeliefert und dort im November 1943 ermordet. Ihr Hirn wurde entnommen und später unter den Hirnpräparaten im Spiegelgrund aufgefunden. | 2013 |        |
| Chrysanderstraße 33 ·          | Marie Burke geb. Sponagel | Marie Karoline Dora Burke (* 17. April 1898 in Lauenburg/Elbe, gebürtige Sponagel; † 17. November 1943 in Meseritz-Obrawalde) entstammte einem sozialdemokratisch geprägten Elternhaus. Sie war mit einem Polizeibeamten verheiratet, der nach 1933 der Gestapo angehörte, während des Zweiten Weltkriegs im KZ Fuhlsbüttel Geständnisse erpresste und 1949 wegen Verbrechen gegen die Menschlichkeit verurteilt wurde. Nach einem Suizidversuch im März 1939 wurde Marie Burke mit der Diagnose endogene Depression in die Staatskrankenanstalt Friedrichsberg eingewiesen, dann in die Heil- und Pflegeanstalt Langenhorn, weiter in die Landes-Heil- und Pflegeanstalt Lüneburg und von dort erneut nach Langenhorn verbracht. Am 2. November 1943 erfolgte ihre „Verlegung“ in die Heilanstalt Meseritz-Obrawalde, wo sie noch im selben Monat ermordet wurde. | 2018 |        |
| Ernst-Mantius-Straße 5 ·       | Hugo Rosendorff           | Die fünf verlegten Stolpersteine erinnern an die jüdische Apothekerfamilie Rosendorff, die von den Nationalsozialisten ermordet wurde. Hugo Rosendorff (* 18. April 1880 in Wronke (Posen); † wahrscheinlich 7. Juli 1944 im Vernichtungslager Auschwitz) war ein approbierter Apotheker. Seit 1912 betrieb er in Bergedorf am heutigen Sachsentor eine Drogerie. Nach der Rückkehr aus dem Ersten Weltkrieg, an dem er als Stabsapotheker teilgenommen hatte, zog er 1918 mit seiner Familie in die Ernst-Mantius-Straße. Nach der Reichstagswahl im März 1933 rief die Bergedorfer NSDAP am 1. April zum Boykott jüdischer Geschäfte und Praxen auf. Infolgedessen und auch auf Druck des Fachverbandes der Drogisten gab Rosendorff 1933/1934 die rentable Drogerie am Sachsentor auf und eröffnete einen kleineren Laden in einer Nebenstraße. Wegen der verschlechterten wirtschaftlichen Lage bezog die Familie verschiedene kleinere Wohnungen, zuletzt wohnte sie in einem „Judenhaus“ in Hamburg-Eimsbüttel. Nach den Novemberpogromen 1938 wurde allen Juden verboten, weiterhin selbständig tätig zu sein. Rosendorf musste die Wohnungseinrichtung und die restlichen Waren aus seiner Drogerie mit Verlust verkaufen und galt bereits 1939 als „Sozialfall“ der Jüdischen Gemeinde Hamburg. Seit 1940 musste er Zwangsarbeit leisten. Im Juli 1942 wurde er mitsamt seiner pflegebedürftigen Frau Hertha ins KZ Theresienstadt verbracht, wo sie starb. Am 15. Mai 1944 wurde er nach Auschwitz deportiert. Ein letztes Lebenszeichen stammt vom 20. Mai 1944. Am 7. Juli 1944 wurde er im Alter von 64 Jahren in Auschwitz ermordet. Nur zwei Kinder von Hugo und Hertha Rosendorff konnten emigrieren. | 2003 |        |
| Ernst-Mantius-Straße 5 ·       | Hertha Rosendorff         | Hertha Rosendorff, (* 20. März 1882 in Hamburg, gebürtige Hirschel; † 7. Oktober 1942 in Theresienstadt) war die Ehefrau Hugo Rosendorffs und Mutter dreier Kinder. Sie entstammte einer jüdischen Familie aus der Hamburger Neustadt, nahe dem Großneumarkt. Um 1909 übernahm sie von ihrem Vater ein Manufakturwarengeschäft und wohnte mit ihrem Ehemann in einem Mietshaus, das ihrem Vater gehörte. Nachdem Hugo Rosendorff die Bergedorfer Drogerie übernommen hatte, betrieb sie während des Ersten Weltkriegs das Geschäft, ebenso wie die Bergedorfer Drogerie weiter, bis ihr Mann zurückgekehrt war. Ihr späteres Schicksal wird bei Hugo Rosendorff beschrieben. | 2003 |        |
| Ernst-Mantius-Straße 5 ·       | Inge Meier                | Inge Meier (* 27. September 1917 in Hamburg; † nach 1941 bei Minsk) war eine Tochter Hugo Rosendorffs. Sie wurde zusammen mit ihrem einjährigen Sohn am 18. November 1941 ins Ghetto Minsk deportiert. Danach verlieren sich ihre Spuren. Entweder wurde sie im Rahmen einer Erschießungsaktion ermordet oder sie überlebte bis September 1943, als die letzten verbliebenen Juden nach Baranowitsch verschleppt und in einem Gaswagen ermordet wurden. | 2003 |        |
| Ernst-Mantius-Straße 5 ·       | Henry Meier               | Henry Meier (* 15. Mai 1915 in Hamburg; † nach 1941 bei Minsk), wurde zehn Tage vor seiner Ehefrau Inge, geb. Rosendorff, am 8. November 1941 ins Ghetto Minsk deportiert, wo er 1942 oder 1943 ermordet wurde. Ein weiterer Stolperstein befindet sich in Hamburg-Eimsbüttel. | 2003 |        |
| Ernst-Mantius-Straße 5 ·       | Bela Meier                | Bela Meier (* 21. März 1940 in Hamburg; † nach 1941 bei Minsk) war der Sohn von Henry und Inge Meier, geb. Rosendorff. Als Kleinkind wurde er im November 1941 zusammen mit seiner Mutter nach Minsk deportiert. Ein weiterer Stolperstein befindet sich in Hamburg-Eimsbüttel. | 2003 |        |
| Harders Kamp 1, Lohbrügge ·    | Inge Hardekop             | Inge Hardekop (* 13. Mai 1925; † 29. November 1944 in Wien) war ein Opfer der nationalsozialistischen Euthanasieverbrechen. Sie wurde 1940, im Alter von 15 Jahren, in die Alsterdorfer Anstalten eingewiesen. Nach den schweren Bombenangriffen auf Hamburg im Juli/August 1943 (Operation Gomorrha) wurde sie zusammen mit 227 anderen Patientinnen, darunter fünf Bergedorferinnen, in die Wiener Heil- und Pflegeanstalt Steinhof mit der angeschlossenen Tötungsanstalt Spiegelgrund eingeliefert. Dort starb sie am 29. November 1944 im Alter von 19 Jahren angeblich an einer Venenentzündung mit Thrombose und Lungenentzündung, laut Obduktionsbericht jedoch an einer meldepflichtigen Lungentuberkulose. Der Stolperstein konnte im August 2013 wegen einer Baustelle nicht verlegt werden, wurde aber nach Beendigung der Bauarbeiten Ende 2013 in den Boden eingelassen. | 2013 |        |
| Hassestraße 11 ·               | Ernst Henning             | Ernst Robert Henning (* 22. Oktober 1892 in Magdeburg; † 14. März 1931 in Hamburg) ist ein frühes Opfer des Nationalsozialismus. Nach dem Abitur und einer Lehre arbeitete er zunächst als Former in der Eisengießerei seines Vaters. Als überzeugter Kommunist nahm er 1923 am Hamburger Aufstand teil. Nach seiner Flucht in die Niederlande wurde er 1924 verhaftet und zu vier Jahren Festungshaft verurteilt. Nach seiner vorzeitigen Haftentlassung war er seit 1927 Bürgerschaftsabgeordneter und als Funktionär im Rotfrontkämpferbund tätig. Auf dem Rückweg von einer KPD-Veranstaltung in Kirchwerder, wo er stellvertretend für seinen Parteigenossen Etkar André eine Rede gehalten hatte, wurde er am 14. März 1931 im Bus von drei SA-Männern angegriffen und erschossen. Im Mordprozess wurden die Täter zu sieben, bzw. sechs Jahren Zuchthaus verurteilt, aber am 9. März 1933, vier Tage nach der Reichstagswahl, von den Nationalsozialisten begnadigt und freigelassen. Nach Ernst Henning ist im Hamburger Stadtteil Bergedorf eine Straße benannt. Ein weiterer Stolperstein befindet sich in Hamburg-Altstadt. | 2003 |        |
| Heckkatenweg 2 ·               | Blanca Mansfeldt          | Blanca Mansfeldt (* 31. Mai 1880, gebürtige Löwenstein; † Oktober 1944 im Vernichtungslager Auschwitz) war die Witwe von Gustav Mansfeldt, der wahrscheinlich im Ersten Weltkrieg gefallen ist. Das Ehepaar hatte fünf Kinder, darunter die Tochter Erika, die ebenso wie ihre Mutter ein Opfer des Holocaust wurde. Seit 1915 arbeitete Blanca Mansfeldt bei der AOK Stormarn. 1933 wurde sie in den Ruhestand versetzt, wobei ihr Gehalt um 50 RM gekürzt wurde. Sie wohnte zusammen mit ihrer unverheirateten Tochter Erika im Haus Heckkatenweg 2 in der ersten Etage, bevor sie wohl zwangsweise ins jüdische Viertel am Grindel zogen. In den Folgejahren wurde sie mit ihrer Tochter in verschiedene „Judenhäuser“ eingewiesen. Am 24. März 1943 wurden beide Frauen ins KZ Theresienstadt deportiert, wo sie ihre Schwiegertochter, bzw. Schwägerin Lotte Mansfeldt, geb. Posner, und deren fünfjährige Tochter Bela wiedertrafen. Nachdem Lotte Mansfeldt am 16. April 1943 gestorben war, kümmerten sich die beiden Frauen um das Kind. Am 13. Oktober 1944 wurde Blanca Mansfeldt nach Auschwitz deportiert und dort ermordet. Nur zehn Tage später, am 23. Oktober 1944, wurde auch Erika Mansfeldt zusammen mit ihrer Nichte nach Auschwitz deportiert. Beide Frauen und das Kind gehören zusammen mit Walter Rudolphi, der ebenfalls am 23. Oktober von Theresienstadt nach Auschwitz transportiert wurde, zu den letzten Opfern des Holocaust, die in Auschwitz-Birkenau vergast wurden. Ihr Todestag ist höchstwahrscheinlich der 30. Oktober 1944. | 2003 |        |
| Heidhorst 1 ·                  | Nina Wasilenko            | Nina Wasilenko (* 14. März 1945 in Bergedorf; † 2. April 1945 ebenda) | 2024 |        |
| Heckkatenweg 2 ·               | Erika Mansfeldt           | Erika Mansfeldt (* 31. März 1903; † Oktober 1944 im Vernichtungslager Auschwitz) war eine unverheiratete Tochter von Gustav und Blanca Mansfeldt. Vor 1933 hatte sie als Kontoristin bei der Hamburger Revisions- und Treuhand-Gesellschaft gearbeitet. Nachdem sie als Jüdin ihren Arbeitsplatz verloren hatte, war sie bis zu ihrer Deportation bei der Jüdischen Gemeinde beschäftigt. Ihr weiteres Schicksal wird bei ihrer Mutter beschrieben. | 2003 |        |
| Heinrich-Heine-Weg 33 ·        | Margarethe Käti Schultze  | Margarethe Käti Schultze (* 19. Januar 1921 in Bergedorf; † 24. Juni 1944 in Wien) war ein Opfer der nationalsozialistischen Euthanasieverbrechen. Sie wurde nach erstmaliger kurzfristiger Einweisung am 11. November 1931 wegen tuberöser Sklerose endgültig in die Alsterdorfer Anstalten aufgenommen. Nach den schweren Bombenangriffen auf Hamburg im Juli/August 1943 (Operation Gomorrha) wurde sie zusammen mit 227 anderen Patientinnen, darunter fünf Bergedorferinnen, in die Wiener Heil- und Pflegeanstalt Steinhof mit der angeschlossenen Tötungsanstalt Spiegelgrund eingeliefert. Da sie Analphabetin war und keine Nachrichten über ihr Ergehen kamen, erkundigte sich ihr Vater Richard Schultze nach dem Gesundheitszustand seiner Tochter und erfuhr Mitte April 1944, dass sie an einer Bauchfellentzündung leide. Bereits am 22. März hatte jedoch die Anstaltsleitung den Meldebogen 1 der Berliner Euthanasie-Zentrale mit folgender Diagnose ausgefüllt: „Imbezillität, Epilepsie“. Zusätzlich gab die Anstaltsleitung folgende Symptome an: „antwortet stammelnd und grinsend, spricht ziemlich unverständlich und verwaschen, ungeordnet, Intelligenzfragen schlecht, desorientiert.“ Am 24. Mai wurde die junge Frau in die angeschlossene Pflegeanstalt verlegt. Am Morgen des 24. Juni 1944 starb sie nach Angaben der Ärzte an einer Darmentzündung. Bei der Obduktion wurde ihr Hirn entnommen und in einer Formalinlösung konserviert. Ihr Gehirn wurde jedoch nicht in der in den 1990er Jahren bekannt gewordenen Gehirnsammlung im Spiegelgrund vorgefunden. | 2013 |        |
| Hermann-Distel-Straße 34 ·     | Ida Burg                  | Ida Burg (* 28. Oktober 1864 in Hainholz bei Hannover, gebürtige Seeligmann; † 26. Februar 1942 in Hamburg) entstammte einem großbürgerlichen jüdischen Elternhaus und wollte ursprünglich Konzertpianistin werden. Nachdem sie Fritz Jakob Burg kennengelernt hatte, heiratete sie am 10. April 1886 und hatte mit ihm zwei Söhne. Ihr Ehemann Fritz Burg war seit 1892 „Secretaire der Stadtbibliothek“ in Hamburg. Im Februar 1919 erwarb Burg, der inzwischen Professor und Oberbibliotheksrat war, eine Villa in der Bergedorfer Bismarckstraße, der heutigen Hermann-Distel-Straße. Er starb 1928 im Alter von 68 Jahren. 1935 floh einer ihrer Söhne mit seiner Ehefrau vor den Nationalsozialisten nach Kopenhagen, der andere Sohn emigrierte 1938 in die USA. Im Dezember 1937 wurde Ida Burg der Pass entzogen, 1939 musste sie ihre Gold- und Silber-Wertgegenstände an eine staatliche Ankaufstelle abliefern. Die Villa wurde 1938 nach einer „Verfügungssperre“ der von Karl Kaufmann gegründeten „Hamburger Grundstücksverwaltung von 1938 m.b.H.“ unterstellt, einer Gesellschaft zur Enteignung der jüdischen Mitbürger, sodass sie nicht mehr über ihren Besitz verfügen konnte. 1939 wurde im Erdgeschoss ein NSDAP-Mitglied einquartiert. Ida Burg „durfte“ im Obergeschoss wohnen bleiben. Seit dem 19. September 1941 musste sie den Judenstern tragen. Mit der 11. Verordnung zum Reichsbürgergesetz vom 25. November 1941 fiel Ida Burgs gesamtes Vermögen an den NS-Staat. Ihr Untermieter betrieb gezielt die Übernahme des Hauses und brachte sie dazu, dass sie ihm am 1. Dezember in einem notariellen Vertrag das Vorkaufsrecht einräumte. Nachdem ihr die Gestapo wegen eines nicht abgelieferten Radios eine Zwangseinweisung in ein jüdisches Heim angedroht hatte, sah sie keinen Ausweg mehr und unternahm am 22. Februar 1942 mit Veronal-Tabletten einen Suizidversuch. Sie starb am 26. Februar 1942 im Israelitischen Krankenhaus in Hamburg, ohne noch einmal das Bewusstsein zu erlangen. | 2003 |        |
| Heysestraße 5 ·                | Hans Stoll                | Hans Stoll (* 3. Februar 1912 in Lohbrügge-Sande; † April 1940 vor der schwedischen Küste) war gelernter Bankkaufmann. Als Mitglied des Widerstands betrieb er in einem Mehrfamilienwohnhaus in der damaligen Beethovenstraße (jetzt Heysestraße 5) in der Wohnung der Familie vom März bis August 1933 zusammen mit seinem Bruder Richard, sowie Michael und Hermann Pritzl, Walter Becker und Anni Bartels eine illegale Druckerei der Sozialistischen Arbeiterpartei (SAP). Nach einer Denunziation wurde sein Bruder am 27. August von der Gestapo verhaftet. Er selbst konnte entkommen und floh mithilfe von Parteimitgliedern nach Kopenhagen, wo es unter den Emigranten, u. a. auch mit dem damaligen SAP-Mitglied Willy Brandt zu politischen Auseinandersetzungen kam. Nach der Besetzung Dänemarks am 9. April 1940 und der Verhaftung Hermann Pritzls am 19. April sollte Hans Stoll (nicht wie auf dem Stolperstein angegeben, am 9. April) zusammen mit vier weiteren Emigranten mit einem Fischerboot nach Schweden geschleust werden. Die Todesumstände sind ungeklärt. Wahrscheinlich ertrank er vor der schwedischen Küste. Eine Straße im Bergedorfer Bezirk Neuallermöhe ist nach Hans Stoll benannt. | 2003 |        |
| Hinterm Graben 11 ·            | Max Anton Schlichting     | Max Anton Schlichting (* 8. Februar 1907 in Bergedorf; † 24. März 1945 im Strafgefängnis Dreibergen) gehörte 1930–1931 der KPD an. 1939 wurde er unter dem Verdacht, kommunistische Flugblätter in Hamburg verteilt zu haben, inhaftiert, aber freigelassen. 1941 wurde er wegen „Verletzung der Volksdienstpflicht“ zu zwei Monaten Haft verurteilt. Am 7. Juni 1944, dem Tag nach der Landung der Alliierten in der Normandie, fiel er bei einer Razzia am Großneumarkt auf, als der Gestapo-Sekretär Henry Helms und der Spitzel Alfons Pannek ein Mitglied der Bästlein-Jacob-Abshagen-Widerstandsgruppe verhaften wollten. Nachdem Schlichting in einem Pissoir geäußert hatte, dass die Deutschen niemals den Krieg gewinnen würden, wurde er wegen „Wehrkraftzersetzung“ ins Polizeigefängnis Hütten, dann als „Schutzhäftling“ ins Polizeigefängnis Fuhlsbüttel und anschließend ins UG Hamburg verbracht. Am 16. Januar 1945 wurde er trotz fehlender Beweise wegen „Feindbegünstigung und öffentlicher Wehrkraftzersetzung“ zum Tode verurteilt. Nach vergeblichen Gnadengesuchen wurde er am 24. März 1945 in der Haftanstalt Bützow-Dreibergen enthauptet. Wie weit er dem organisierten Widerstand angehörte oder eher ein Einzelgänger war, ist nicht abschließend geklärt. | 2003 |        |
| Hude 1 ·                       | Hugo Stoltze              | Hugo Stoltze (* 25. November 1937 in Hamburg; † 12. Oktober 1943) war ein Opfer der nationalsozialistischen Kinder-Euthanasie. Als Kleinkind war er von der Mutter vernachlässigt worden und litt an Unterernährung und Rachitis. Hugo, der in der geistigen Entwicklung um ein bis zwei Jahre zurückgeblieben war, wurde nach der Unterbringung in mehreren Kinderheimen in einem Gutachten des Jugendamts als „geistig anormal“ bezeichnet. Am 8. September 1941 wurde er im Alter von knapp vier Jahren in die Alsterdorfer Anstalten eingewiesen. Nach den schweren Bombenangriffen im Juli/August 1943 wurde er am 7. August 1943 in die Heilanstalt Eichberg in Eltville am Rhein verbracht, wo er am 12. Oktober 1943 starb. | 2013 |        |
| Jakob-Kaiser-Straße 24 ·       | Peter Anton Kuczwara      | Peter Anton Kuczwara (* 26. Juli 1943 in Bergedorf; † 18. Dezember 1943 ebenda) | 2024 |        |
| Jakob-Kaiser-Straße 24 ·       | Boleslav Leczycka         | Boleslav Leczycka (* 30. September 1944 in Bergedorf; † 19. Dezember 1944 ebenda) | 2024 |        |
| Jakob-Kaiser-Straße 24 ·       | Jurek Leczycka            | Jurek Leczycka (* 16. Mai 1943 in Bergedorf; † 23. September 1943 ebenda) | 2024 |        |
| Jakob-Kaiser-Straße 24 ·       | Stanislawa Nowak          | Stanislawa Nowak (* 27. April 1944 in Bergedorf; † 27. April 1944 ebenda) | 2024 |        |
| Jakob-Kaiser-Straße 24 ·       | Christine Wolosch         | Christine Wolosch (* 31. März 1944 in Bergedorf; † 26. September 1944 ebenda) | 2024 |        |
| Lohbrügger Weg 21, Lohbrügge · | Hamfried Rimek            | Hamfried Heinrich Theodor Rimek (* 30. Juli 1896 in Ottensen; † 13. Oktober 1945 in Lohbrügge) entstammte einer Glasmacherfamilie, die 1901 nach Bergedorf zog. Seit 1914 war der gelernte Glasbläser Mitglied der SPD und der freien Gewerkschaften. Während seines Kriegseinsatzes im Ersten Weltkrieg erkrankte er an Malaria und hatte seitdem schwere gesundheitliche Probleme. Seit 1922 war er verheiratet und wurde Vater von sechs Kindern. Nach dem Hamburger Aufstand im Oktober 1923 kam es zu einer Menschenansammlung vor der Kirche St. Petri und Pauli, wobei Rimek verhaftet wurde, aber am 2. November mangels Beweisen freigelassen wurde. In der Zeit des Nationalsozialismus wurde er wegen des Abhörens feindlicher Rundfunksendungen erstmals 1941 von der Gestapo verhört. Nach seiner erneuten Inhaftierung am 13. Januar 1944 verurteilte ihn das Hanseatische Sondergericht am 9. Mai wegen des Abhörens feindlicher Rundfunksendungen und dem damit verbundenen Verstoß gegen das Rundfunkgesetz, sowie wegen seiner marxistischen Einstellung und der politischen Vergangenheit zu fünf Jahren Zuchthaus. Aufgrund seines schlechten Gesundheitszustandes verbrachte Rimek die meiste Zeit bis zu seiner Freilassung durch die Alliierten am 19. Mai 1945 im Lazarett des Zuchthauses Fuhlsbüttel. Rimek, der sich während seiner Inhaftierung ein schweres Herzleiden zugezogen hatte, starb am 13. Oktober 1945 in seiner Wohnung am Lohbrügger Weg an den Folgen der Haft. Sein Name befindet sich auf den Gedenkstelen im Ehrenfeld Hamburgischer Widerstandskämpfer auf dem Friedhof Ohlsdorf. Von der Arbeitsgemeinschaft verfolgter Sozialdemokraten wurde er als politisch Verfolgter anerkannt. | 2013 |        |
| Pfingstberg 6 ·                | Walter Rudolphi           | Walter Rudolphi (* 27. Mai 1880 in Hamburg; † 30. Oktober 1944 im Vernichtungslager Auschwitz) ist ein Opfer des Holocaust. Abitur 1899 am Wilhelm-Gymnasium, dann Jurastudium, das er 1902 mit einer Promotion über das Differenzgeschäft abschloss. Seit 1910 Amtsrichter, seit 1925 Oberamtsrichter in Bergedorf, seit 1926 Oberlandesgerichtsrat beim Strafsenat des Hanseatischen Oberlandesgerichts. 1933 wurde er aufgrund des rassistischen „Gesetzes zur Wiederherstellung des Berufsbeamtentums“ entlassen. Im Januar 1937 übersiedelte er von Bergedorf nach Hamburg. Seit 1939 war er Vorstandsmitglied des Hamburger „Jüdischen Religionsverbands“, der von der Gestapo überwacht wurde. Da er als Amtsträger über einen PKW verfügte, half er verschiedenen Inhaftierten im Polizeigefängnis Hütten, indem er sie mit Lebensmitteln und Medikamenten versorgte. Bis zu seiner Verhaftung und Deportation wohnte er in einem sogenannten „Judenhaus“. Am 2. Juli 1942 wurde er verhaftet und wegen angeblicher Sabotage (er hatte von einem Gemüsehändler eine Kiste Blumenkohl für das Israelitische Krankenhaus gekauft) ins Polizeigefängnis Fuhlsbüttel gebracht, aber am 10. Juli vorübergehend entlassen. Vier Tage später heiratete er seine zweite Ehefrau Gerda, um einer Deportation nach Auschwitz zu entgehen. Am 15. Juli 1942 wurde das Ehepaar ins KZ Theresienstadt deportiert. Von Theresienstadt aus wurde Rudolphi am 23. Oktober 1944 zusammen mit seiner Ehefrau nach Auschwitz verbracht, wo er am 30. Oktober 1944 ermordet wurde. 1995 wurde eine Straße im Bergedorfer Bezirk Neuallermöhe nach Walter Rudolphi benannt. Ein weiterer Stolperstein befindet sich in Hamburg-Neustadt. | 2003 |        |
| Püttenhorst 82 ·               | Meta Emma Anna Lübkemann  | Meta Emma Anna Lübkemann (Jahrgang 1902; gebürtige Böttcher) war die Mutter von sechs Kindern. Nachdem ihr ältester, unehelich geborener Sohn als Wehrmachtssoldat desertiert war, musste sie mehrere Haussuchungen und Verhöre durch die Gestapo erleiden. Am 17. Mai 1944 wurde sie in die Heilanstalt Langenhorn (Ochsenzoll) eingewiesen, wo sie am 9. Juli 1944 im Rahmen der nationalsozialistischen Euthanasieverbrechen zu Tode kam. Angeblich starb sie an Entkräftung. | 2003 |        |
| Reetwerder 3 ·                 | Bertold Frank             | Bertold Frank (* 24. Mai 1883 in Stadtoldendorf) war Eigentümer eines Mietshauses mit 13 Wohnungen in der Bahnstraße 1–3, heute Reetwerder 1–3, sowie des im Parterre befindlichen Kaufhauses für Damen- und Herrenbekleidung Frank & Nielsen. Nach der Machtübernahme der Nationalsozialisten wurde er systematisch im Sinne der NS-Gesetze ausgeplündert. Dem Ehepaar Bertold und Gertrud Frank gelang 1938 zwar noch die Flucht nach Panama zu ihrem bereits 1935 emigrierten Sohn Hans, aber sie verloren ihre gesamte Habe. Bertold Frank starb im Alter von 58 Jahren am 17. September 1941 im Exil in Panama. | 2022 |        |
| Reetwerder 3 ·                 | Gertrud Frank             | Gertrud Frank, geborene Teppich, (* 15. Mai 1886) in Flensburg, war die Ehefrau von Bertold Frank. Nach 1945 forderte sie in mehreren Prozessen im Rahmen der „Wiedergutmachung“ eine Restitution, was die bereits im NS-Regime tätigen Mitarbeiter des Finanzamtes erschwerten und formalrechtlich zu verhindern suchten. Sie starb am 9. August 1978 in Panama-Stadt. | 2022 |        |
| Röpraredder 59 ·               | Junge Martinuk            | | 2024 |        |
| Rothenhauschaussee 217 ·       | Ferdinand Buhk            | Ferdinand Buhk (* 2. November 1909 in Besenhorst, Kreis Lüneburg; † 14. September 1934 im KZ Fuhlsbüttel) war Mitglied des Kommunistischen Jugendverbandes Deutschland (KJVD) und Widerstandskämpfer. Nach der Machtübergabe an die Nationalsozialisten arbeitete er zunächst illegal im KJVD weiter. Am 26. März 1933 wurde er mit anderen Mitgliedern der Widerstandsgruppe Gojenberg verhaftet, nachdem sie Parolen wie: „Hitler bedeutet Krieg“ oder „Heil Moskau“ auf Hauswände und Straßen geschrieben hatten. Die meisten Mitglieder der Gruppe wurden bereits im April 1933 freigelassen. Der Prozess gegen Buhk wegen „Vorbereitung zum Hochverrat“ wurde Ende Mai 1933 eingestellt. Nach einer Denunziation wurde er am 13. September 1934 erneut verhaftet. Beim Verhör im Stadthaus wurde er schwer misshandelt und abends ins KZ Fuhlsbüttel eingeliefert. Am Morgen des 14. April wurde er um 8.00 Uhr tot in seiner Zelle aufgefunden. Die Todesumstände sind ungeklärt. Angeblich soll er sich, obwohl er gefesselt war, mit einem Taschentuch am Haken der Luftklappe erhängt haben. | 2003 |        |
| Sachsentor 38 ·                | Naftali Lewensohn         | Naftali Lewensohn (Löwensohn) (* 30. März 1886 in Bergedorf; † 1943?) nannte sich bereits während seines Medizinstudiums Theodor. Er wurde 1919 als Dr. med. mit einer Arbeit über Kriegsneurosen promoviert. Ab 1919 betrieb er eine Praxis für Haut- und Geschlechtskrankheiten. Etwa 1923 begann seine durch Syphilis verursachte psychische Krankheit (progressive Paralyse), und er wurde in verschiedene Nervenheilanstalten eingewiesen, ab 1933 war er in der Heilanstalt Langenhorn. Als sogenannter „Nichtarier“ musste er 1940 die Anstalt verlassen, und er wurde in die jüdische Gemeindeschule in Altona verwiesen. Bis zu seiner Deportation ins Ghetto Minsk am 8. November 1941 lebte er in einem sogenannten „Judenhaus“. Über die Umstände seines Todes ist nichts bekannt. Sicher ist nur, dass die letzten Juden aus Hamburg am 8. Mai 1943 in Minsk ermordet wurden. | 2003 |        |
| Sachsentor 38 ·                | Irma Friedländer          | Irma Friedländer (* 13. Juni 1889 in Bergedorf, gebürtige Lewensohn; † 1942 im Vernichtungslager Chełmno war seit 1912 mit dem Rechtsanwalt Herbert Friedländer verheiratet, der noch emigrieren konnte, aber 1942 im Exil starb. Am 8. November 1941 wurde sie ins Ghetto Lodz deportiert. Sie gehörte zu den Opfern, die am 15. März 1942 im Rahmen der sogenannten „Aussiedlung“ der nicht arbeitsfähigen älteren Menschen, der Kranken und zuletzt sogar der Kinder ins Vernichtungslager Chełmno verschleppt und dort vergast wurden. | 2003 |        |
| Sachsentor 48 ·                | Ilse Betty Maria Dahl     | Ilse Betty Maria Dahl (* 21. Juli 1922 in Sande, Kreis Stormarn; † 24. Juni 1944 in Wien) war ein Opfer der nationalsozialistischen Euthanasieverbrechen. Sie wurde als uneheliches Kind geboren und wuchs zunächst bei ihrer in Bergedorf lebenden Mutter auf. Im Alter von 8 Jahren wurde sie am 2. Februar 1930 wegen ihrer geistigen Behinderung in die Alsterdorfer Anstalten eingewiesen. Nach den schweren Bombenangriffen auf Hamburg im Juli/August 1943 (Operation Gomorrha) wurde sie am 16. August 1943 zusammen mit 227 anderen Patientinnen, darunter fünf Bergedorferinnen, in die Wiener Heil- und Pflegeanstalt Steinhof mit der angeschlossenen Tötungsanstalt „Spiegelgrund“ verbracht. Ilse Betty Maria Dahl, die zeitlebens an Untergewicht litt, hatte zuletzt aufgrund mangelnder Ernährung nur noch ein Körpergewicht von 26 kg. Als offizielle Todesursache wurde Tuberkulose angegeben. | 2013 |        |
| Soltaustraße 12 ·              | Carl Boldt                | Carl Hans Rudolph Boldt (* 3. Februar 1887 in Vorderhagen in Mecklenburg; † auf der Cap Arcona am 3. Mai 1945) gehörte dem kommunistischen Widerstand an. Er hatte als Maschinist mehrere Jahre im Bergedorfer Eisenwerk gearbeitet. In der Zeit von 1927 bis 1930 war er Abgeordneter in der Bergedorfer Bürgervertretung. Im Frühjahr 1933 wurde er ins KZ Fuhlsbüttel eingewiesen, kam aber nach einigen Monaten frei. Anschließend arbeitete er als Oberheizer bei der Dynamit AG in Krümmel und betrieb als Nebenerwerb eine Dosenschließmaschine. Nach den schweren Bombenangriffen auf Hamburg im Juli 1943 und systemkritischen Äußerungen einem NSDAP-Funktionär gegenüber wurde er von diesem denunziert. Boldt wurde ohne Verurteilung ins KZ Neuengamme eingeliefert, wo er die Schalttafel des Klinkerwerks bediente. Bei der „Räumung“ des KZs Ende April 1945 wurde er zusammen mit anderen Häftlingen abtransportiert und auf die „Cap Arcona“ in der Neustädter Bucht verbracht. Beim britischen Luftangriff auf das Schiff am 5. Mai 1945 kam er zusammen mit den meisten Häftlingen ums Leben. 1949 wurde der Ellernweg, wo Boldt wohnte, zu seinen Ehren in Boldtstraße umbenannt. Der Stolperstein liegt nicht vor Boldts letzter Wohnadresse. | 2003 |        |
| Weidenbaumsweg 21A ·           | Max Armbruster            | Max Armbruster (* 1886 in Lahr/Schwarzwald); † 1936) gründete 1909 in Bergedorf einen Betrieb, in dem kunsthandwerklich gefertigte Bonbonnieren und Luxuskartonagen für Pralinen hergestellt wurden. In der Weimarer Republik florierte das Unternehmen, und Armbruster exportierte seine künstlerisch gestalteten Luxusverpackungen bis nach Amerika. Zu seinen Kunden gehörten u. a. Stollwerck, Sarotti und Tobler. Nach Heinz Schmidt-Bachem sah er im Nationalsozialismus mit der propagierten Blut-und-Boden-Kunst „das Ende seiner unternehmerischen Unabhängigkeit, seiner schöpferischen Freiheit und das Ende seiner persönlichen Identität, sodass er 1936 im Alter von 50 Jahren Suizid beging.“ Nach anderen Angaben war Armbruster zuvor inhaftiert. Das Unternehmen wurde trotz seines Suizids unter Armbrusters Namen weitergeführt. Im Zweiten Weltkrieg wurden dort sowjetische Zwangsarbeiterinnen eingesetzt. | 2003 |        |
| Weidenbaumsweg 69 ·            | Nicolai Malundra          | Nicolai Malundra (* 16. Dezember 1944 in Bergedorf; † 1. Januar 1945 ebenda) | 2024 |        |
| Weidenbaumsweg 69 ·            | Anatoly Püwnuk            | Anatoly Püwnuk (* 7. Januar 1945 in Bergedorf; † 6. Februar 1945 ebenda) | 2024 |        |
| Weidenbaumsweg 116 ·           | Frieda Fiebiger           | Frieda Fiebiger (* 8. Juni 1912 in Bergedorf; † 10. Juni 1945 in Wien) war ein Opfer der nationalsozialistischen Euthanasieverbrechen. Wegen ihrer Behinderung infolge einer spastischen Lähmung wurde sie 1925 im Alter von 13 Jahren in die Alsterdorfer Anstalten eingewiesen. Sie hatte zwar Schwierigkeiten beim Sprechen und konnte nicht gehen, litt aber an keiner geistigen Behinderung. Nach den schweren Bombenangriffen auf Hamburg im Juli/August 1943 (Operation Gomorrha) wurde sie am 16. August 1943 zusammen mit 227 anderen Patientinnen, darunter fünf Bergedorferinnen, in die Wiener Heil- und Pflegeanstalt Steinhof mit der angeschlossenen Tötungsanstalt Spiegelgrund verbracht. Ende 1944 schrieb sie heimlich einen Brief an eine Krankenschwester der Alsterdorfer Anstalten, die sie mit „Tante Alwine“ anredete. Darin beschrieb sie die menschenunwürdige Unterbringung in Haus 21, die unzureichende Ernährung, sowie, dass die behinderten Kinder zur Arbeit gezwungen wurden. Frieda Fiebiger starb zwei Monate nach der Befreiung Wiens am 10. Juni 1945 „in vollkommen entkräftetem Zustand“ im Steinhof. Friedas Mutter erkundigte sich im März 1946 bei dem NS-belasteten ehemaligen Leiter der Alsterdorfer Anstalten, Pastor Friedrich Lensch nach dem Verbleib und dem Ergehen ihrer Tochter. Nachdem dieser noch behauptet hatte, dass es ihr in Wien vermutlich gut ergehe, erhielt die Mutter im Juni 1946 einen Brief der Anstalt Am Steinhof mit der Nachricht über Friedas Tod. | 2013 |        |
| Wentorfer Straße 23 ·          | Walter Kellinghusen       | Inschrift: Hier wohnte/arbeitete Walter Kellinghusen Jg. 1902 verhaftet 1936 § 175 Gefängnis Bergedorf Flucht in den Tod 27.9.1936 | 2021 |        |